# Paranandra laosensis
Paranandra laosensis es una especie de escarabajo del género Paranandra, familia Cerambycidae. Fue descrita en 1942 por Breuning.